# Osea (profeta)
Osea (in ebraico הושֵעַ בֶּן-בְּאֵרִי, pron. /hoˈʃeaʕ bɛn bəeˈri/; VIII secolo a.C.) fu il primo dei cosiddetti profeti minori ed è l'autore dell'omonimo Libro del Vecchio Testamento.
Osea, il cui nome significa «il Signore salva» o «il Signore viene in aiuto», visse nel regno d'Israele nell'VIII secolo a.C.

## Biografia
Il profeta Osea apre nella Bibbia la serie cosiddetta dei profeti minori. Attraverso il suo dramma personale, il suo scritto vuole descrivere fondamentalmente la fedeltà di Dio verso gli uomini. Nell'omonimo libro il profeta narra l'immensa fedeltà e l'amore del Dio di Israele verso il suo popolo; tutto questo viene descritto anche attraverso la sua triste vicenda matrimoniale, contrassegnata dal tradimento e dall'abbandono di sua moglie Gomer, una prostituta, che, dopo aver dato alla luce tre figli, lascia il marito per tornare a prostituirsi. Ciò provoca nel profeta un'immensa ferita e un immenso dolore, ma non l'impossibilità di continuare ad amarla, fino a giungere a pagare una quota di denaro per il suo riscatto, perdonarla e riaccettarla in casa, con una promessa di reciproca fedeltà. È evidente in tutto questo il parallelismo del rapporto tra Dio ed il popolo di Israele.
Nella sua predicazione il profeta tuona contro la classe dirigente israelita, macchiata da scelte ingiuste e contro la classe sacerdotale che, agendo con infedeltà religiosa nei confronti delle leggi di Dio, porterà nel popolo smarrimento, ingiustizie e violenze.
Nel deserto del Sinai si era consumato il tradimento idolatrico del vitello d'oro. Come Osea con la moglie infedele, anche Dio aveva perdonato il suo popolo nonostante l'infedeltà.
, non senza castigo (Osea 2,13).

## Ruolo del Pentateuco
I commentari di Osea ed Amos mostrano chiaramente che i due profeti hanno piena conoscenza del complesso e dell'articolato del Pentateuco, poiché:
- alludono agli eventi in esso narrati[8],
- ne richiamano o suppongono i precetti[9],
- presentano affinità linguistiche col Pentateuco[10].

Osea parla inoltre esplicitamente della legge scritta ([Il Signore dice]"Ho scritto numerose leggi per lui, ma esse son considerate come una cosa straniera.", VIII, 12).

## culto: Giudaismo legge della Torah
La Chiesa cattolica lo commemora il 17 ottobre.